# Anioły z Mons

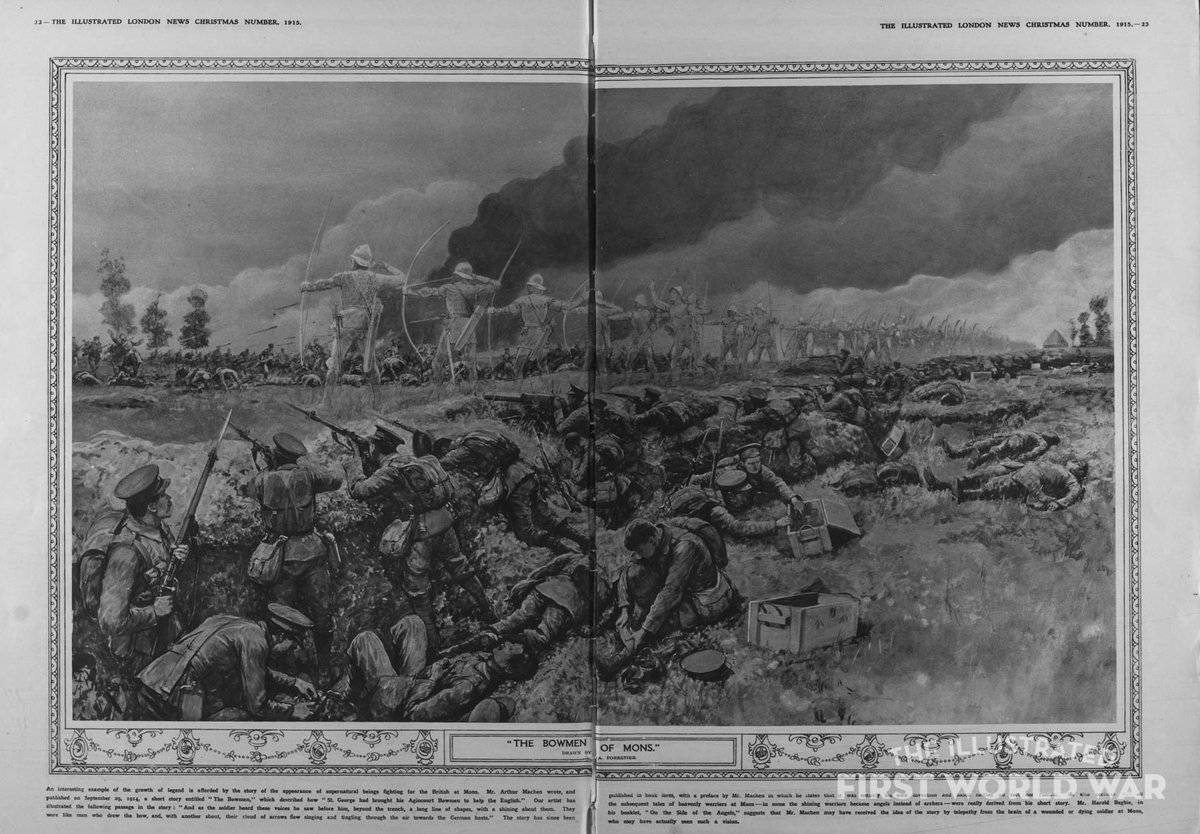
Przedstawienie łuczników z Mons w gazecie The Illustrated London News

Anioły z Mons (ang. Angels of Mons) – fikcyjne postacie, anioły, które miały się ukazywać żołnierzom brytyjskim podczas I wojny światowej.

Legenda o Aniołach z Mons pochodzi od walijskiego pisarza Arthura Machena. 29 września 1914 roku opublikował on na łamach gazety The Evening News opowiadanie ku pokrzepieniu serc, zatytułowane „The Bowmen” („Łucznicy”). Dzieło dotyczyło krwawej bitwy pod Mons w Belgii, jaka miała miejsce 23 sierpnia 1914 roku. Podczas jej działań wojska brytyjskie (Brytyjski Korpus Ekspedycyjny) osłaniały odwrót Francuzów, walcząc z przeważającymi liczebnie Niemcami. Machen, ujęty bohaterstwem Brytyjczyków, napisał opowiadanie, w którym pewien żołnierz zmawia modlitwę do świętego Jerzego, przywołującą na pole walki widmowych łuczników. Od ich strzał Niemcy zostają zdziesiątkowani, ale potem, podczas oględzin, ich ciała nie posiadają żadnych ran. Machen opisywał sytuację w następujący sposób: 

Żołnierz [...] zobaczył przed sobą, przy okopie, długą linię kształtów otoczonych poświatą. Przypominały ludzi, którzy naciągali łuki i, kiedy rozległ się kolejny okrzyk, chmura ich strzał poleciała, śpiewając w powietrzu, w kierunku tłumu Niemców. Widmowi łucznicy wystrzeliwują swe pociski, masakrując atakujących. [...] Ludzie w szarych mundurach padali tysiącami. Śpiewające strzały leciały tak szybko i gęsto, że aż pociemniało od nich powietrze; barbarzyńska horda topniała przed nimi. Pozostali brytyjscy żołnierze nie dostrzegają zjaw z łukami, ale widzą, jak Niemcy padają pokotem, a ich atak się załamuje. Natarcie zostaje odparte i zwycięscy Brytyjczycy mogą rozpocząć bezpieczny odwrót.

Opowiadanie podniosło ducha przygnębionych Brytyjczyków, a czytelnicy przyjęli je z entuzjazmem.
W trakcie dalszych działań wojennych zaczęły napływać z frontu relacje żołnierzy brytyjskich, którzy mieli widzieć pod Mons widmowe postacie – nie łuczników jednak, lecz anioły. Relacje różniły się w szczegółach, ale ich sens był zbieżny. Machen złożył oświadczenie, że postacie przez niego stworzone były jedynie fikcją literacką, ale nie przyniosło ono rezultatów. Wielu ludzi uwierzyło, że Opatrzność czuwa nad państwami Ententy i jest po ich stronie. Ralph Shirley napisał w 1918 roku o tym fenomenie książkę „The Angel Warriors at Mons”.